# Gertjan De Mets
Gertjan De Mets (Brugge, 2 april 1987) is een Belgisch voetbalcoach en voormalig voetballer. 

## Clubcarrière
De Mets begon zijn jeugdopleiding bij SK Bellem, waar hij werd weggeplukt door Club Brugge. Bij de Bruggelingen schopte hij het tot aanvoerder van het beloftenelftal. Op 5 mei 2007 maakte De Mets, die in maart 2007 zijn eerste profcontract ondertekende bij Club Brugge, zijn officiële debuut voor het eerste elftal van de club: in de competitiewedstrijd tegen Lierse SK (4-0-zege) liet trainer Cedomir Janevski hem in de 82e minuut invallen voor Ivan Leko.
Tijdens de voorbereiding op het seizoen 2007/08 kreeg De Mets geregeld speeltijd in oefenwedstrijden en mocht hij zelfs de aanvoerdersband dragen. Tijdens de supercup tegen RSC Anderlecht op 28 juli 2007 liep hij een zware knieblessure op die hem een groot deel van het seizoen aan de kant hield – pas op de slotspeeldag van de competitie kwam hij opnieuw in actie. Tijdens het seizoen 2008/09 kwam hij wel verschillende keren aan spelen bij de A-kern toe, maar kreeg in de tweede helft van de competitie opnieuw af te rekenen met een blessure.
In het seizoen 2010/11 kwam De Mets op huurbasis uit voor KV Kortrijk. In maart 2011 ondertekende De Mets, die vanaf december 2010 was uitgegroeid tot een vaste waarde in de basiself van trainer Hein Vanhaezebrouck, een driejarig contract bij de Kortrijkzanen. De Mets bleef ook na zijn definitieve overgang een vaste basisspeler bij Kortrijk. In februari 2013 werd zijn contract opengebroken tot 2017.
Na zeven seizoenen bij KV Kortrijk maakte De Mets in juni 2017 de overstap naar streekrivaal Zulte Waregem, waar hij een tweejarig contract met optie op een extra seizoen ondertekende. Mede door blessureleed kon De Mets zich in zijn debuutseizoen niet helemaal doorzetten bij Essevee, waarop hij in het seizoen 2018/19 werd uitgeleend aan tweedeklasser KFCO Beerschot Wilrijk. Na afloop van dat seizoen zette De Mets op 32-jarige leeftijd een punt achter zijn spelerscarrière.

## Clubstatistieken
| Seizoen | Club                | Land            | Competitie         | Competitie | Competitie | Beker | Beker | Supercup | Supercup | Internationaal | Internationaal | Totaal | Totaal |
| Seizoen | Club                | Land            | Competitie         | Wed.       | Dlp.       | Wed.  | Dlp.  | Wed.     | Dlp.     | Wed.           | Dlp.           | Wed.   | Dlp.   |
| ------- | ------------------- | --------------- | ------------------ | ---------- | ---------- | ----- | ----- | -------- | -------- | -------------- | -------------- | ------ | ------ |
| 2006/07 | Club Brugge         | Vlag van België | Jupiler Pro League | 1          | 0          | 0     | 0     | —        | —        | 0              | 0              | 1      | 0      |
| 2007/08 | Club Brugge         | Vlag van België | Jupiler Pro League | 1          | 0          | 0     | 0     | 1        | 0        | 0              | 0              | 2      | 0      |
| 2008/09 | Club Brugge         | Vlag van België | Jupiler Pro League | 12         | 0          | 2     | 0     | —        | —        | 2              | 0              | 16     | 0      |
| 2009/10 | Club Brugge         | Vlag van België | Jupiler Pro League | 12         | 0          | 2     | 0     | —        | —        | 3              | 0              | 17     | 0      |
| 2010/11 | → KV Kortrijk       | Vlag van België | Jupiler Pro League | 23         | 1          | 1     | 0     | —        | —        | —              | —              | 24     | 1      |
| 2011/12 | KV Kortrijk         | Vlag van België | Jupiler Pro League | 38         | 1          | 7     | 0     | —        | —        | —              | —              | 45     | 1      |
| 2012/13 | KV Kortrijk         | Vlag van België | Jupiler Pro League | 30         | 2          | 5     | 0     | —        | —        | —              | —              | 35     | 2      |
| 2013/14 | KV Kortrijk         | Vlag van België | Jupiler Pro League | 37         | 1          | 3     | 0     | —        | —        | —              | —              | 40     | 1      |
| 2014/15 | KV Kortrijk         | Vlag van België | Jupiler Pro League | 37         | 3          | 2     | 0     | —        | —        | —              | —              | 39     | 3      |
| 2015/16 | KV Kortrijk         | Vlag van België | Jupiler Pro League | 29         | 0          | 2     | 0     | —        | —        | —              | —              | 31     | 0      |
| 2016/17 | KV Kortrijk         | Vlag van België | Jupiler Pro League | 8          | 0          | 1     | 0     | —        | —        | —              | —              | 9      | 0      |
| 2017/18 | Zulte Waregem       | Vlag van België | Jupiler Pro League | 12         | 0          | 1     | 0     | 0        | 0        | 2              | 0              | 15     | 0      |
| 2018/19 | → Beerschot Wilrijk | Vlag van België | Proximus League    | 25         | 0          | 2     | 0     | —        | —        | —              | —              | 27     | 0      |
| Totaal  | Totaal              | Totaal          | Totaal             | 265        | 8          | 28    | 0     | 1        | 0        | 7              | 0              | 307    | 8      |

## Trainerscarrière
Na afloop van zijn spelerscarrière werd De Mets bij KAA Gent trainer van de U12 en werd ook toegevoegd aan de sportieve staf als videoanalist. Twee jaar later stapte hij als videoanalist over van AA Gent naar Club Brugge. In 2022 keerde hij na een jaar bij Club Brugge terug naar KAA Gent, waar hij begon als video-assistent maar uiteindelijk ook assistent-trainer werd. In juni 2025 was er bij de hertekening van de technische staf na de komst van Ivan Leko geen plaats meer voor De Mets, die hierdoor voor de tweede keer afscheid nam van de club.